# Rio Criş (Târnava Mare)
O Rio Criş é um rio da Romênia, afluente do Târnava Mare, localizado no distrito de Mureş.